# Eupithecia unedonata
Eupithecia unedonata là một loài bướm đêm trong họ Geometridae.

## Hình ảnh

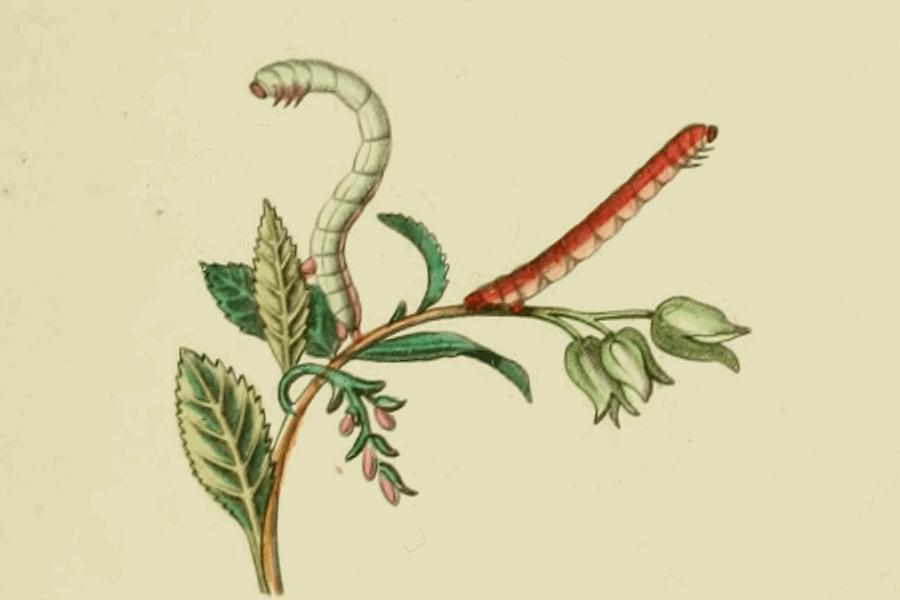